# Хигасимиёси
Хигасимиёси (яп. 東みよし町 Хигасимиёси-тё:) — посёлок в Японии, находящийся в уезде Миёси префектуры Токусима. Площадь посёлка составляет 122,55 км², население — 14 483 человека (1 августа 2014), плотность населения — 118,18 чел./км².

## Географическое положение
Посёлок расположен на острове Сикоку в префектуре Токусима региона Сикоку. С ним граничат города Миёси, Митоё и посёлки Цуруги, Манно.

## Население
Население посёлка составляет 14 483 человека (1 августа 2014), а плотность — 118,18 чел./км². Изменение численности населения с 1980 по 2005 годы:
| 1980 | 15 610 чел. |  |
| 1985 | 15 827 чел. |  |
| 1990 | 15 908 чел. |  |
| 1995 | 15 993 чел. |  |
| 2000 | 16 199 чел. |  |
| 2005 | 15 626 чел. |  |

## Символика
Деревом посёлка считается камфорное дерево, цветком — шалфей сверкающий.